# MSISDN
MSISDN (Mobile Station ISDN Number) — міжнародний номер рухомої ISDN-станції MSISDN (Mobile Station Integrated Services Digital Number) (для зв'язку у стандартах GSM) — присвоєний SIM-карті телефонний номер абонента, призначений для здійснення та отримання дзвінків. Головний MSISDN номер використовується для ідентифікації абонента при наданні більшості послуг. Можливо також надати SIM-карті кілька додаткових MSISDN для роботи з факсимільним зв'язком та передачі даних.
MSISDN, як і IMSI, може досягати 15 цифр і відповідно до E.164 складається з трьох частин: коду країни (CC — Country Code), національного коду напряму (NDC — National Destination Code) та номера абонента (SN — subscriber number), наприклад для оператора Київстар в Україні 380 67 123-45-67.